# Remi Feuillet
Remi Feuillet (22 de diciembre de 1992) es un deportista mauriciano que compite en judo.
Ganó una medalla en los Juegos Panafricanos de 2019 y seis medallas en el Campeonato Africano de Judo entre los años 2020 y 2025.

## Palmarés internacional
| Juegos Panafricanos | Juegos Panafricanos       | Juegos Panafricanos | Juegos Panafricanos |
| Año                 | Lugar                     | Medalla             | Categoría           |
| ------------------- | ------------------------- | ------------------- | ------------------- |
| 2019                | Rabat (Marruecos)         | Medalla de bronce   | –90 kg              |
| Campeonato Africano |                           |                     |                     |
| Año                 | Lugar                     | Medalla             | Categoría           |
| 2020                | Antananarivo (Madagascar) | Medalla de bronce   | –90 kg              |
| 2021                | Dakar (Senegal)           | Medalla de bronce   | –90 kg              |
| 2022                | Orán (Argelia)            | Medalla de bronce   | –90 kg              |
| 2023                | Casablanca (Marruecos)    | Medalla de bronce   | –90 kg              |
| 2024                | El Cairo (Egipto)         | Medalla de plata    | –90 kg              |
| 2025                | Abiyán (Costa de Marfil)  | Medalla de bronce   | –90 kg              |